# Parcoblatta americana
Parcoblatta americana är en kackerlacksart som först beskrevs av Samuel Hubbard Scudder 1900.  Parcoblatta americana ingår i släktet Parcoblatta och familjen småkackerlackor. Inga underarter finns listade i Catalogue of Life.